# Ardices canescens
Ardices canescens é uma mariposa da família Arctiidae encontrada na Austrália. Anteriormente estava incluída no gênero Spilosoma mas o gênero diferente Ardices foi comprovado. As larvas são polífagas, e sabe-se que se alimenta da Bidens pilosa, Helianthus annuus, Taraxacum officinale, Alcea rosea, Rosa odorata, Plantago, Ricinus communis e Tradescantia albiflora. O parasitóide poliembriônico da vespa Copidosoma floridanurn algumas vezes utiliza esta espécie como hospedeira.